# Amt Gadebusch-Land

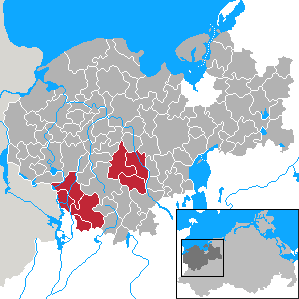
Amt Gadebusch-Land im Landkreis Nordwestmecklenburg

Im Amt Gadebusch-Land (Landkreis Nordwestmecklenburg in Mecklenburg-Vorpommern) mit Sitz in der nicht amtsangehörigen Stadt Gadebusch waren die acht Gemeinden Dragun, Groß Salitz, Kneese, Krembz, Mühlen Eichsen, Roggendorf, Rögnitz und Veelböken zur Erledigung ihrer Verwaltungsgeschäfte zusammengeschlossen. Das Amt wurde als eines der ersten Verwaltungsämter im Bundesland Mecklenburg-Vorpommern am 27. Mai 1991 gegründet und begann seine Arbeit am 1. August 1991. 
1994 wurde die ursprünglich zum Amt Gadebusch-Land gehörende Gemeinde Perlin durch Entscheidung des Innenministers abgetrennt und dem Amt Lützow zugeteilt. Die Gemeinde Perlin hatte dagegen votiert.
Am 1. Januar 1999 wurde die vormals selbständige Gemeinde Groß Salitz nach Krembz eingemeindet. Das Amt bestand bis zur Auflösung am 1. Januar 2004. 
Leitender Verwaltungsbeamter war von 1991 bis 2003 durchgängig Andreas Lausen. Amtsvorsteher waren Armin Goletz von 1991 bis 1999, danach von 1999 bis 2003 Sabine Schirrmeister.
Die Gemeinden bilden nun zusammen mit der Stadt Gadebusch das neue Amt Gadebusch.